# ثناء الله الأمرتسري
ولد الشيخ أبو الوفاء بمدينة امرتسر بالهند عام 1285 هـ وفقد والده ثم والدته وعمره 14 عاما ثم ابتدأ طلب العلم حتى برز فيه، ودرس من عام 1310هـ واهتم بالدعوة والمناظرة والردود على الفرق المخالفة لأهل السنة والجماعة مثل القاديانية والوثنيون من البوذيون والهندوس وغيرهم ؛ وتعرض للاذى بسبب ذلك.
اشتهر بمباهلته لغلام أحمد القادياني مؤسس الجماعة الأحمدية القاديانيةوكانت المباهلة على ان الكاذب يموت في حياة الصادق وقد مات ميرزا غلام أحمد عام 1326 ه‍ قبل وفاة ثناء الله الذي مات عام 1367 هـ.
ولكنه هو من رفض هذه المباهلة
ألف العديد من المؤلفات، وفي آخر حياته هاجر مضطرا من أذى السيخ والهندوس إلى لاهور في باكستان وتوفي بها عام 1367 هـ .

## عقيدته
درس العقيدة على مشايخ الحركة الديوبندية وتأثر بطريقتهم الأشعرية والماتريدية. وقيل أنه توجه إلى المنهج السلفي.